# Дієго Ріко
Дієго Ріко (ісп. Diego Rico, нар. 23 лютого 1993, Бургос) — іспанський футболіст, захисник клубу «Хетафе».

## Ігрова кар'єра
Народився 23 лютого 1993 року в Бургосі. Вихованець футбольної школи місцевого «Бургос Промесас».
У дорослому футболі дебютував 2011 року виступами за третьолігову команду «Реал Сарагоса Б», а за два роки продовжив кар'єру у складі головної команди «Реал Сарагоса» на рівні другого іспанського дивізіону. Більшість часу, проведеного у її складі, був основним гравцем захисту команди.
Протягом 2016–2018 років грав на рівні Ла-Ліги за «Леганес», звідки перебрався до англійського «Борнмута».
Повернувшись на батьківщину, 2021 року знову став гравцем «Реал Сосьєдада», а за два роки перейшов на правах оренди до «Хетафе». 

## Статистика виступів

### Статистика клубних виступів
Станом на 10 липня 2019
| Сезон                       | Команда                     | Чемпіонат                   | Чемпіонат | Чемпіонат | Національний кубок | Національний кубок | Національний кубок | Континентальні кубки | Континентальні кубки | Континентальні кубки | Інші змагання | Інші змагання | Інші змагання | Усього | Усього |
| Сезон                       | Команда                     | Ліга                        | Ігор      | Голів     | Ліга               | Ігор               | Голів              | Ліга                 | Ігор                 | Голів                | Ліга          | Ігор          | Голів         | Ігор   | Голів  |
| --------------------------- | --------------------------- | --------------------------- | --------- | --------- | ------------------ | ------------------ | ------------------ | -------------------- | -------------------- | -------------------- | ------------- | ------------- | ------------- | ------ | ------ |
| 2011–12                     | «Реал Сарагоса Б»           | СДБ                         | 6         | 0         | -                  | -                  | -                  | -                    | -                    | -                    | -             | -             | -             | 6      | 0      |
| 2012–13                     | «Реал Сарагоса Б»           | СДБ                         | 11        | 0         | -                  | -                  | -                  | -                    | -                    | -                    | -             | -             | -             | 11     | 0      |
| Усього за «Реал Сарагоса Б» | Усього за «Реал Сарагоса Б» | Усього за «Реал Сарагоса Б» | 17        | 0         |                    | -                  | -                  |                      | -                    | -                    |               | -             | -             | 17     | 0      |
| 2013–14                     | «Реал Сарагоса»             | СД                          | 30        | 2         | КІ                 | 1                  | 0                  | -                    | -                    | -                    | -             | -             | -             | 31     | 2      |
| 2014–15                     | «Реал Сарагоса»             | СД                          | 37        | 2         | КІ                 | 1                  | 0                  | -                    | -                    | -                    | -             | -             | -             | 38     | 2      |
| 2015–16                     | «Реал Сарагоса»             | СД                          | 39        | 1         | КІ                 | 1                  | 0                  | -                    | -                    | -                    | -             | -             | -             | 40     | 1      |
| Усього за «Реал Сарагоса»   | Усього за «Реал Сарагоса»   | Усього за «Реал Сарагоса»   | 106       | 1         |                    | 3                  | 0                  |                      | -                    | -                    |               | -             | -             | 109    | 1      |
| 2016–17                     | «Леганес»                   | ПД                          | 25        | 1         | КІ                 | 0                  | 0                  | -                    | -                    | -                    | -             | -             | -             | 25     | 1      |
| 2017–18                     | «Леганес»                   | ПД                          | 26        | 2         | КІ                 | 7                  | 1                  | -                    | -                    | -                    | -             | -             | -             | 33     | 3      |
| Усього за «Леганес»         | Усього за «Леганес»         | Усього за «Леганес»         | 51        | 3         |                    | 7                  | 1                  |                      | -                    | -                    |               | -             | -             | 58     | 4      |
| 2018–19                     | «Борнмут»                   | ПЛ                          | 12        | 0         | КА+КЛ              | 1+3                | 0                  | -                    | -                    | -                    | -             | -             | -             | 16     | 0      |
| Усього за кар'єру           | Усього за кар'єру           | Усього за кар'єру           | 186       | 8         |                    | 14                 | 1                  |                      | -                    | -                    |               | -             | -             | 200    | 9      |